# Gaël Bouquet des Chaux
Pour les articles homonymes, voir Bouquet et Chaux.
Pas d'image ? Cliquez ici
Gaël Bouquet des Chaux est un guide de haute montagne.
Alpiniste français se faisant remarquer sur de nombreuses ouvertures de voies dans les Alpes et en Amérique du Sud.
Également compagnon de cordée de Patrick Berhault, sur l'une des courses (la traversée des Aiguilles d'Arves) de son projet : La grande traversée des Alpes en 2000.
Gaël est aujourd'hui[Quand ?] cadre CTN Alpinisme à la FFME. Il est à l'origine de l'évènement Grave y cimes, évènement national consacré à l'alpinisme et ses techniques.